# رقائق الأردن المعدنية
الرقاقات المعدنية الأردنية هي مجموعة من الرقاقات الرصاصية يزعم أنها اكتشفت عام 2005 في كهوف بالهضاب المطلة على بحر الجليل بالأردن من قبل رعاة بدو. وقد ظهرت للعلن أوائل 2011. تنسب الكتب للمسيحية المبكرة ويعتقد أنها أخفيت من قبل «اليهود النصارى» الأوائل -الذين هم في الحقيقة نصارى ولكنهم خلافاً للعرف المسيحي المعاصر يمارسون الشعائر كتحريم الخنزير والصلاة ثلاث مرات باليوم والختان وخلافه- الذين على ما يعتقد كانوا مع الذين فروا من الاقتحام الروماني للقدس بعد ثورات اليهود المتتابعة.
أجمع معظم الآثاريين المختصين بتلك الحقبة على كون هذه الرقائق مزورة.

## الاكتشاف
الاكتشاف عبارة عن كتيّبات صغيرة عددها 70 كتاب فيها من 5 إلى 15 رقاقة بالكتيّب، وكل منها مقفل من حوافيه بمماسك وحلقات معدنية يصعب معها فتحه للاطلاع على ما فيه من عبارات بالآرامية ورموز دينية يفترض أن كتابها أعضاء أول جماعة مسيحية ظهرت مع المسيح قبل 20 قرناً من الزمان.

يظهر بالاكتشاف حسب الباحثين البريطانيين الذين أجروا دراسات عليه أنه يحوي كتابات معماة بحروف آرامية يصعب قراءتها. كما تحوي صورة لرجل ملتح يقال إنه المسيح وعبارة أنا سأمضي على الصراط المستقيم حسب المصدر. كما تحوي رمزاً يصفه البعض بالصليب أو النخلة وهو من رموز المسيحية الأولى. كما تحتوي على عبارات من العهد القديم تشير للمسيح حسب مصلحة الآثار الأردنية.

## النزاع على الاكتشاف
المدير العام لدائرة الآثار الأردنية الدكتور زياد السعد في ندوة صحافية بعمان شرح فيها ذيول وملابسات اختفاء الرقاقات التي اعتبرها أهم من مخطوطات البحر الميت، الشهيرة باسم لفائف وادي القمران،
وقال إن بعض المنقبين عن الآثار قاموا قبل 5 سنوات بتنقيب غير مرخص في الكهف الواقع في منطقة بالشمال الأردني، وفيه عثروا على 70 كتيباً، ثم قاموا بتسريبها إلى إسرائيل عبر تاجر آثار ومقتنيات إسرائيلي، وتابعوا عملية التمويه بطريقة استقر معها الكنز الأثري في يد شاب بالثلاثينات من عمره، واسمه حسان سعايدة، وهو بدوي من عرب 48 ويقيم في قرية «أم الغنم» بمحافظة الناصرة في منطقة الجليل بالشمال الإسرائيلي.